# Cecil Hotel

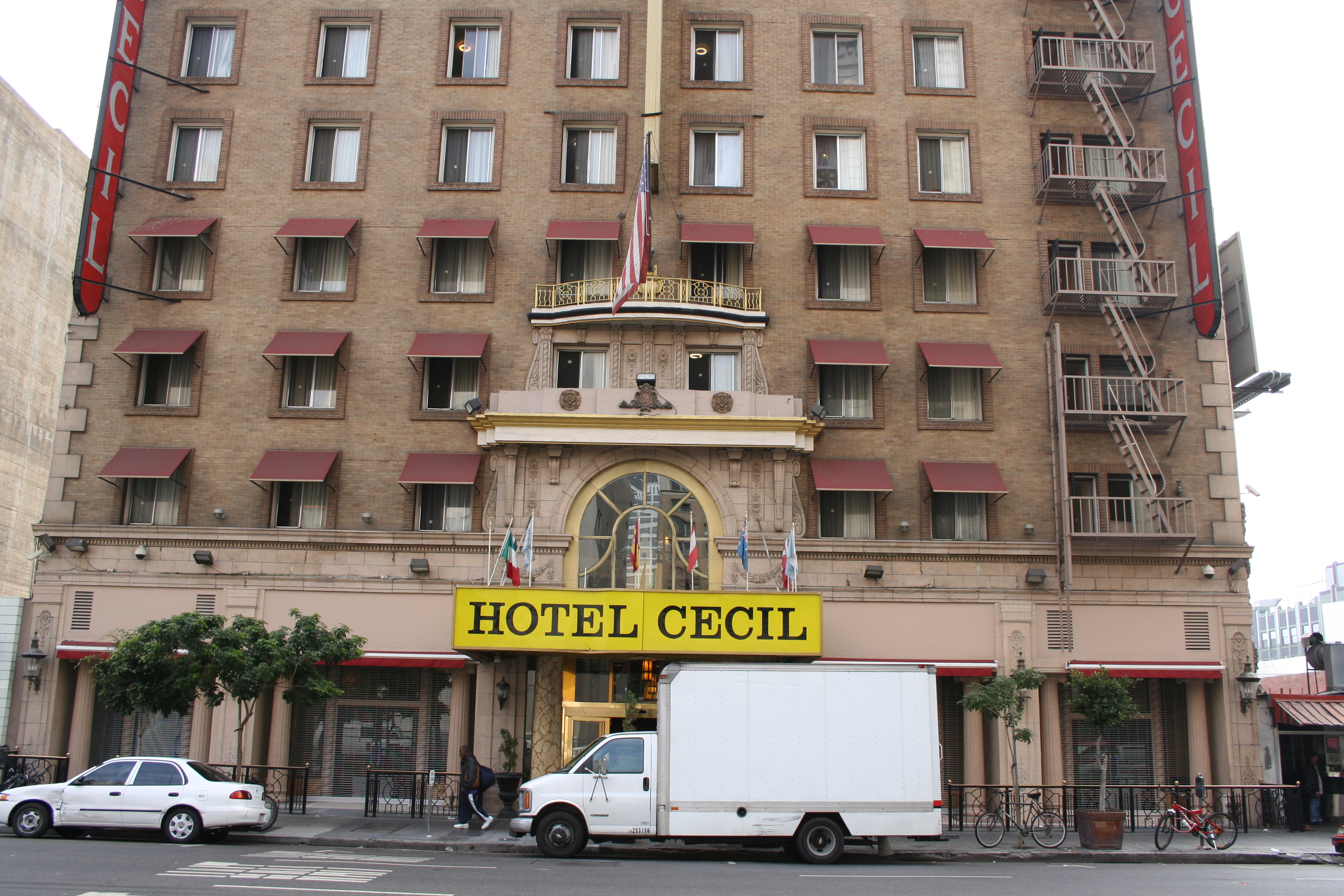
Das Cecil Hotel im Jahr 2005

Das Cecil Hotel (auch: Hotel Cecil, inzwischen: Stay on Main) in Downtown Los Angeles (640 South Main Street) war ein im Jahre 1924 durch Robert H. Schops eröffnetes Hotel mit anfangs 700, später 600 Gästezimmern und 14 Stockwerken.

## Geschichte
Die Ausstattung übernahm seinerzeit die Einrichtungsfirma Barker Brothers. Obwohl es zunächst als Hotel für Geschäftsreisende erbaut worden war, erwarb es sich in den 1950er Jahren eine Reputation als Übernachtungsmöglichkeit für Durchreisende, über die folgenden Jahrzehnte wurde das Cecil Hotel zunehmend als Möglichkeit zur günstigen Dauermiete genutzt. Im Jahre 2007, nach der Übernahme durch neue Besitzer, sollte das Hotel zu einem Touristenhotel umgewandelt werden, hierfür wurde das Stay on Main Hotel innerhalb desselben Gebäudes eröffnet. Ein daraufhin folgender, langjähriger Rechtsstreit mit der Stadt Los Angeles, welche die Umwandlung von billigem Wohnraum in reguläre Hotelzimmer nicht akzeptieren wollte, endete im Jahre 2011 schließlich mit einem Vergleich, der 300 der Hotelzimmer als billigen Wohnraum belassen sollte und eine Umwandlung der restlichen Zimmer ermöglichte. Inzwischen befindet sich in den Räumlichkeiten des Cecil das Stay on Main, welches aus dem im Rahmen der Umbauarbeiten 2007 entstandenen Stay Hotel hervorgegangen ist.

## Mordfälle
Das Cecil Hotel war zumindest zeitweise Unterkunft der beiden Serienmörder Richard Ramírez und Jack Unterweger. Der auch als „Night Stalker“ bezeichnete Ramirez wohnte in den Jahren 1984/85 im 14. Stockwerk des Cecil und war in dieser Zeit für 14 Morde und elf Vergewaltigungen verantwortlich. 1991 stieg der Österreicher Jack Unterweger im Hotel ab, wo er drei Frauen ermordete.
Im Februar 2013 wurde der Leichnam von Elisa Lam, einer 21-jährigen kanadischen Studentin, in den Wasserversorgungstanks auf dem Dach des Hotels entdeckt, nachdem sich Hotelgäste über den niedrigen Wasserdruck beschwert hatten. Die Polizei ging schließlich von „versehentlichem Ertrinken“ als Todesursache aus und ließ verlautbaren, dass eine bei Lam bereits zuvor diagnostizierte bipolare Störung zum Tod beigetragen haben könnte. Die Veröffentlichung eines Überwachungsvideos von Lam, in welchem sie sich am 31. Januar 2013 (drei Wochen vor dem Fund ihrer Leiche) im Aufzug des Hotels seltsam verhielt, sorgte schließlich für weitere Spekulationen um den Grund ihres Todes.
Das Cecil soll zudem einer der letzten Orte gewesen sein, an dem sich Elizabeth Short (auch bekannt als „Schwarze Dahlie“) vor ihrer Ermordung im Jahre 1947 aufhielt.